# Бебих, Александр Геннадьевич
Александр Геннадьевич Бебих (29 августа 1989, Москва, СССР) — российский футболист, нападающий, воспитанник футбольной школы московского «Динамо».

## Карьера

### Клубная
В 2006 году был заявлен за состав московского «Динамо». Шесть лет находился в дубле команды, однако за основной состав «бело-голубых» не сыграл ни одной игры. Руководство московского клуба дважды отдавали Бебиха в аренду: в «Истру» и ставропольское «Динамо».
В 2012—2013 годах играл в эстонской Мейстрилиге за команды «Калев» Силламяэ и «Инфонет».
В феврале 2014 года подписал контракт с клубом второго российского дивизиона «Коломна». В июле покинул клуб.
14 августа 2014 года стал игроком ФК «Школа мяча» (Москва) ЛФЛ.
С 2014 года стал играть за московские клубы лиги ЛФЛ 8х8.

### В сборной
Выступал за юниорскую сборную России по футболу. Также в 2009 году вызывался в молодёжную сборную страны.